# Lourches
Lourches est une commune française, située dans le département du Nord en région Hauts-de-France.

## Géographie

### Description
Lourches est une ville de l'ancien bassin houiller du Nord-Pas-de-Calais jouxtant Denain à l'ouest, et située à 12 km au sud-ouest de Valenciennes, 20 km de la frontière franco-belge, 18 km au nord-est de Cambrai et 20 km au sud-est de Douai.
Le territoire communal est limité à l'est par l'autoroute A21.

### Communes limitrophes
Les communes limitrophes sont  Bouchain, Denain, Douchy-les-Mines, Escaudain, Neuville-sur-Escaut et Rœulx.
|          | Escaudain           | Denain           |
| Rœulx    | Lourches            |                  |
| Bouchain | Neuville-sur-Escaut | Douchy-les-Mines |

### Toponymie
Lurcium, Titre de l'Abbaye de Saint-Amand; 1007. Lurchium,id; 1210. Lorcium,cartulaire de Marchiennes; 1123. Lorch, id ;1246.

### Hydrographie

#### Réseau hydrographique
La commune est située dans le bassin Artois-Picardie. Elle est drainée par l'Escaut canalisée et la Navie Malvaux,.
L'Escaut est un fleuve européen de 355 km de long, qui traverse trois pays (France, Belgique et Pays-Bas), avant de se jeter en mer du Nord. La partie canalisée en France relie Cambrai à , après avoir traversé 34 communes. 

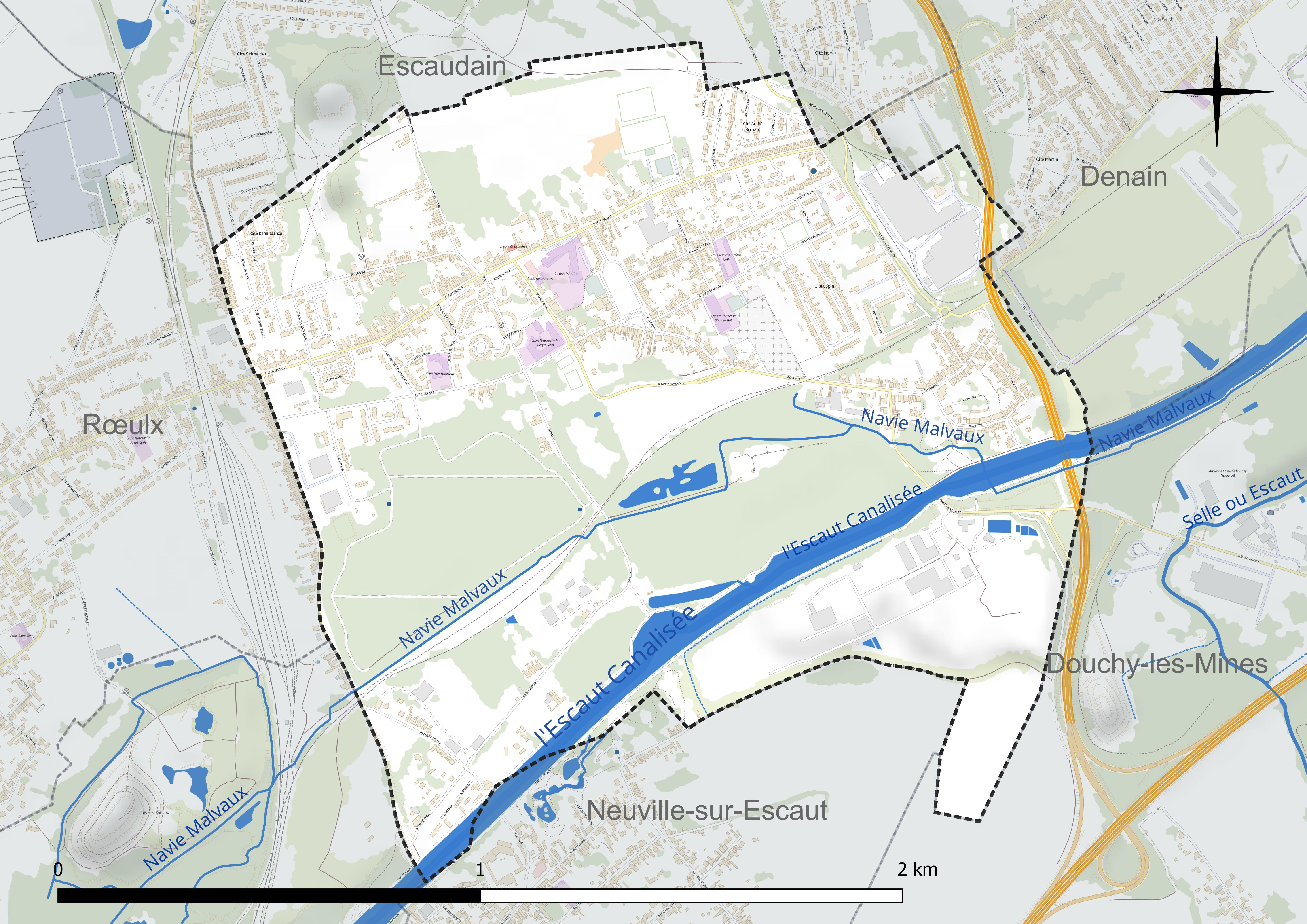
Réseau hydrographique de Lourches.

#### Gestion et qualité des eaux
Le territoire communal est couvert par le schéma d'aménagement et de gestion des eaux (SAGE) « Escaut ». Ce document de planification concerne un territoire de 2 005 km2 de superficie, délimité par le bassin versant de l'Escaut. Le périmètre a été arrêté le 9 juin 2006 et le SAGE proprement dit a été approuvé le 13 juillet 2021. La structure porteuse de l'élaboration et de la mise en œuvre est le syndicat mixte Escaut et Affluents (SyMEA). 
La qualité des cours d'eau peut être consultée sur un site dédié géré par les agences de l'eau et l'Agence française pour la biodiversité. 

### Climat
Pour des articles plus généraux, voir Climat des Hauts-de-France et Climat du Nord.
En 2010, le climat de la commune est de type climat océanique dégradé des plaines du Centre et du Nord, selon une étude du CNRS s'appuyant sur une série de données couvrant la période 1971-2000. En 2020, Météo-France publie une typologie des climats de la France métropolitaine dans laquelle la commune est dans une zone de transition entre le climat océanique altéré et le climat océanique altéré et est dans la région climatique  Nord-est du bassin Parisien, caractérisée par un ensoleillement médiocre, une pluviométrie moyenne régulièrement répartie au cours de l'année et un hiver froid (3 °C). 
Pour la période 1971-2000, la température annuelle moyenne est de 10,5 °C, avec une amplitude thermique annuelle de 14,7 °C. Le cumul annuel moyen de précipitations est de 703 mm, avec 11,9 jours de précipitations en janvier et 9,2 jours en juillet. Pour la période 1991-2020, la température moyenne annuelle observée sur la station météorologique la plus proche, située sur la commune de Valenciennes à 13 km à vol d'oiseau, est de 11,0 °C et le cumul annuel moyen de précipitations est de 694,1 mm,. Pour l'avenir, les paramètres climatiques de la commune estimés pour 2050 selon différents scénarios d'émission de gaz à effet de serre sont consultables sur un site dédié publié par Météo-France en novembre 2022.

## Urbanisme

### Typologie
Au 1er janvier 2024, Lourches est catégorisée ceinture urbaine, selon la nouvelle grille communale de densité à sept niveaux définie par l'Insee en 2022.
Elle appartient à l'unité urbaine de Valenciennes (partie française), une agglomération internationale regroupant 56  communes, dont elle est une commune de la banlieue,,. Par ailleurs la commune fait partie de l'aire d'attraction de Valenciennes (partie française), dont elle est une commune de la couronne,. Cette aire, qui regroupe 102 communes, est catégorisée dans les aires de 200 000 à moins de 700 000 habitants,.

### Occupation des sols
L'occupation des sols de la commune, telle qu'elle ressort de la base de données européenne d'occupation biophysique des sols Corine Land Cover (CLC), est marquée par l'importance des territoires artificialisés (61,2 % en 2018), en diminution par rapport à 1990 (72,7 %). La répartition détaillée en 2018 est la suivante : 
zones urbanisées (47,3 %), forêts (29,4 %), mines, décharges et chantiers (10,6 %), zones agricoles hétérogènes (7,5 %), zones industrielles ou commerciales et réseaux de communication (3,3 %), terres arables (1,9 %). L'évolution de l'occupation des sols de la commune et de ses infrastructures peut être observée sur les différentes représentations cartographiques du territoire : la carte de Cassini (XVIIIe siècle), la carte d'état-major (1820-1866) et les cartes ou photos aériennes de l'IGN pour la période actuelle (1950 à aujourd'hui).

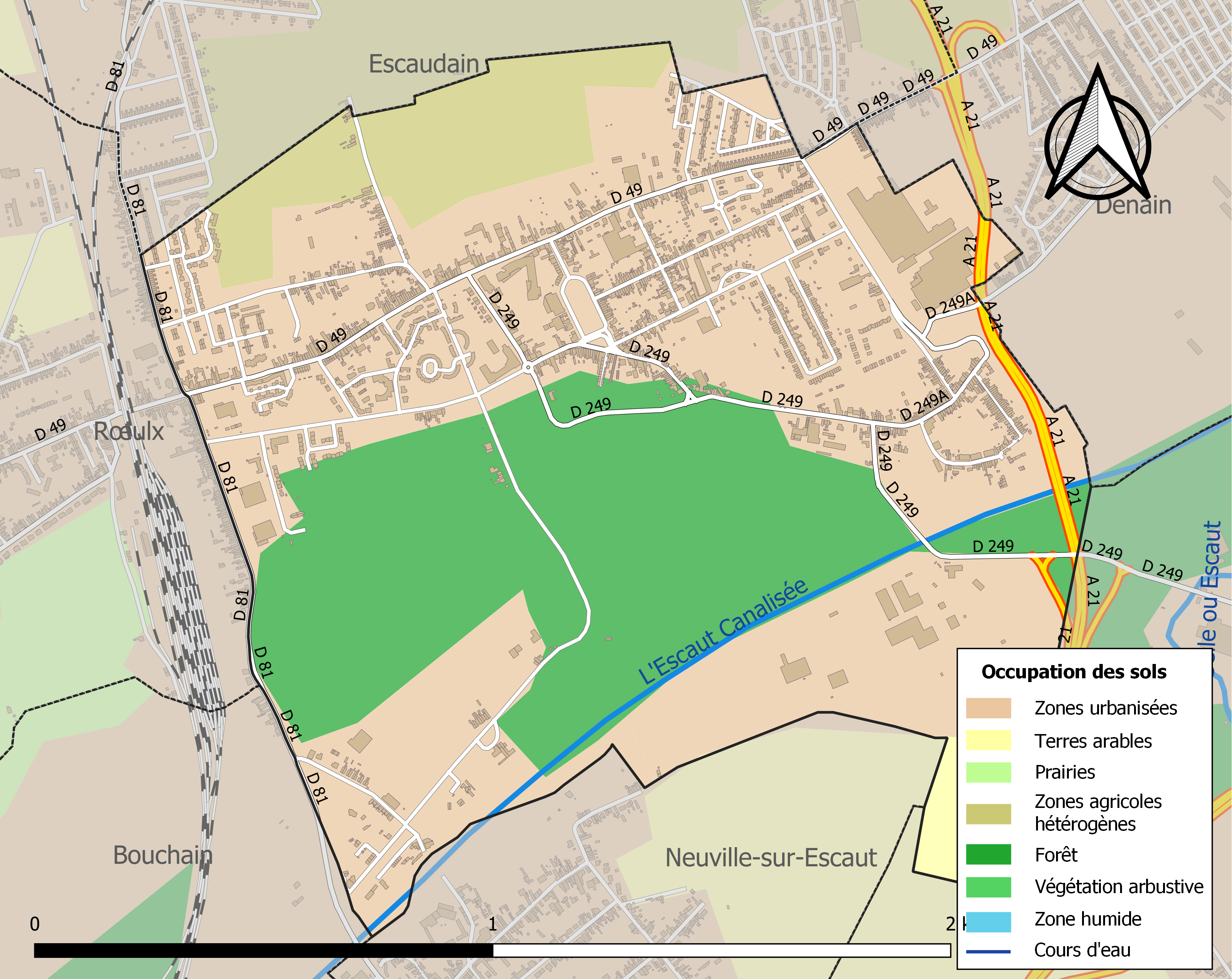
Carte des infrastructures et de l'occupation des sols de la commune en 2018 (CLC).

### Habitat et logement
En 2019, le nombre total de logements dans la commune était de 1 616, alors qu'il était de 1 488 en 2014 et de 1 428 en 2009.
Parmi ces logements, 85,8 % étaient des résidences principales, 0,2 % des résidences secondaires et 14 % des logements vacants. Ces logements étaient pour 87,9 % d'entre eux des maisons individuelles et pour 10 % des appartements.
Le tableau ci-dessous présente la typologie des logements à Lourches en 2019 en comparaison avec celle du Nord et de la France entière. Une caractéristique marquante du parc de logements est ainsi une proportion de résidences secondaires et logements occasionnels (0,2 %) inférieure à celle du département (1,6 %) mais supérieure à celle de la France entière (9,7 %). Concernant le statut d'occupation de ces logements, 42,8 % des habitants de la commune sont propriétaires de leur logement (44,9 % en 2014), contre 54,7 % pour le Nord et 57,5 pour la France entière.
| Typologie                                               | Lourches | Nord | France entière |
| ------------------------------------------------------- | -------- | ---- | -------------- |
| Résidences principales (en %)                           | 85,8     | 90,6 | 82,1           |
| Résidences secondaires et logements occasionnels (en %) | 0,2      | 1,6  | 9,7            |
| Logements vacants (en %)                                | 14       | 7,8  | 8,2            |

### Voies de communications et transports
La commune  est desservie par la Gare de Lourches, située à Rœulx sur la ligne de Busigny à Somain où s'arrêtent des trains TER Hauts-de-France qui effectuent des missions entre les gares de Cambrai et de Valenciennes.
La commune est également desservie par les lignes 4, 101 et 105 du réseau urbain Transvilles.

## Toponymie
Lurcium (1049-63), de Lurcio (1097), in Lurtio (11e s.), Lorcium (1123), Lurch (1085-1107), in Lorcio (1123), Lurcio (1184), Lurchium (1210), Lourch (1231), Lorch (1246).
D'après Eugène Mannier, le nom de Lourches proviendrait d'oraculum (« oratoire », chapelle), précédé de son article. 

## Histoire
En 1107, le pape Pascal II confirmant les biens de l'abbaye de Saint-Amand, signale « Lurcium  » dans l'Ostrevent. C'est de Lambert, évêque d'Arras, que l'abbaye tenait cette propriété.
En 1340, le village est ravagé par les habitants de Douai.
Saulx est ancien village détruit en 1712 lors des opérations préliminaires de la bataille de Denain, et dont le territoire est désormais inclus dans celui de Lourches.

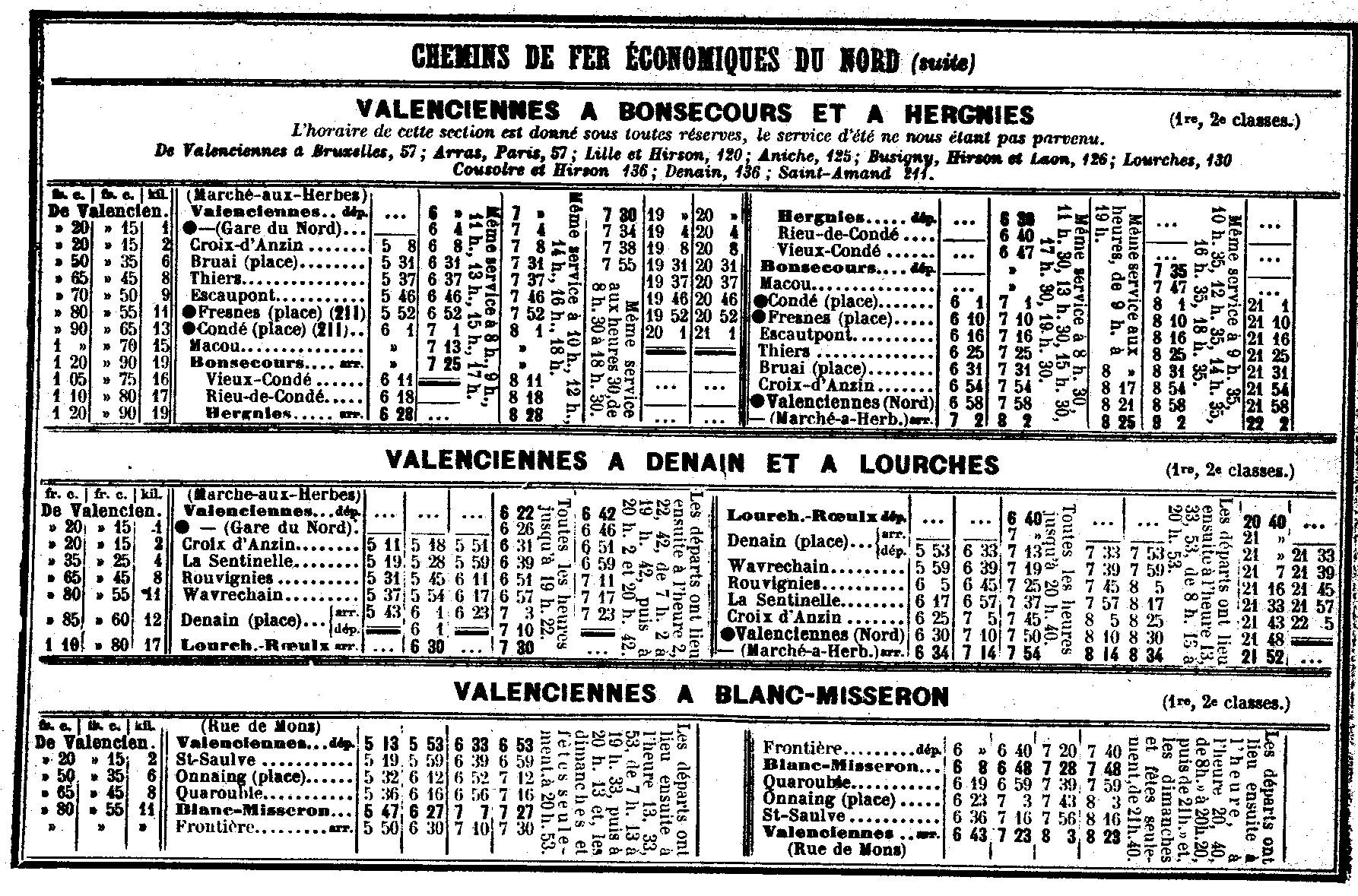
horaires de l'ancien tramway de Valenciennes en mai 1914.

Lourches est desservie de 1884 à 1965 par la ligne de tramway de Valenciennes à Lourches de l'ancien tramway de Valenciennes
La commune, qui a pris une grande extension depuis la découverte de la houille, est située dans le Bassin houiller du Nord-Pas-de-Calais, est marqué par plusieurs catastrophes minières : 
- le 30 juillet 1881 : un coup de grisou cause à  Lourches quinze tués et autant de blessés[20].
- le 13 janvier 1901, une cage de descente dans la mine fait une chute de 600 mètres à Lourches et provoque: quatre morts, onze blessés[21].

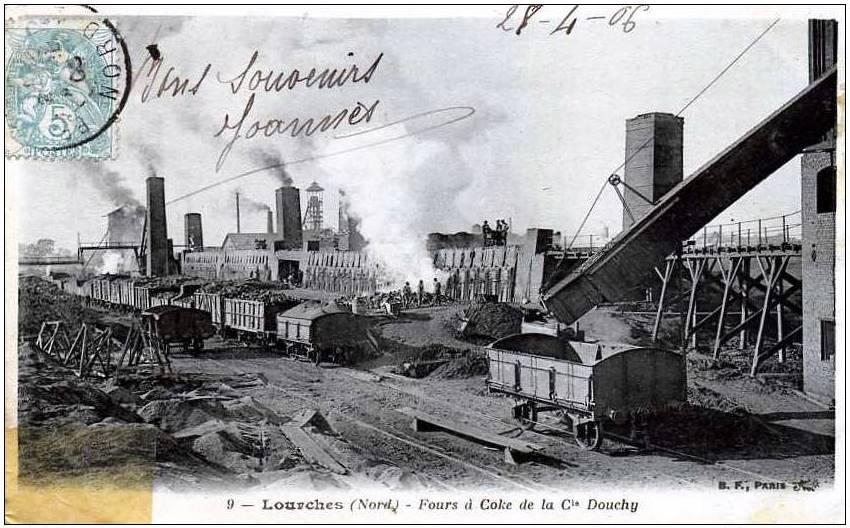
Les fours à coke de Douchy en 1906.

La  centrale solaire photovoltaïque de Lourches est construite en 2020 et 2021.

## Politique et administration

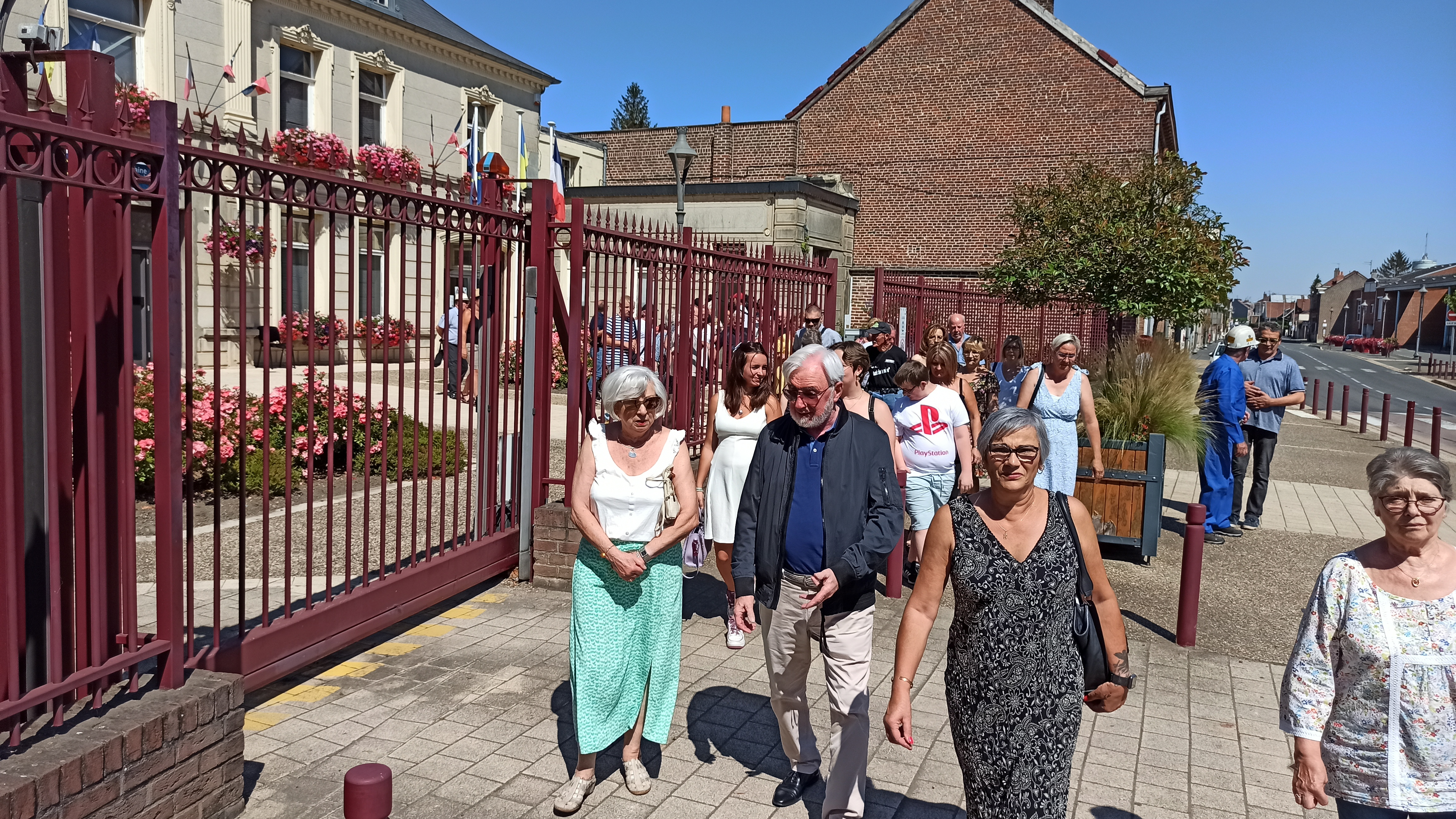
Devant l'Hôtel-de-Ville, au centre Dalila Duwez, maire actuelle et Jean-René Bihet, maire de 2008 à 2022, lors du 70ème anniversaire de la catastrophe miniére du 12 août 1952 à la fosse Schneider.

### Européennes de 2024
Aux élections européennes du 9 juin 2024, Jordan Bardella (Rassemblement national)  arrive en tête et en hausse de plus de 30 points (54,06% contre 21,21% en 2019),,dans le sillage des 7 points gagnés au niveau national. Dans cette commune, Manon Aubry arrive deuxième (21,40% contre 10,57% en 2019),, devant la liste du PCF  (3,96% contre 5,68% en 2019),, et PS-Place publique avec 3,96% (contre 5,68% en 2019), la liste de Valérie Hayer n'étant que 5ème avec 3,14% (contre 7,68% en 2019),. La participation est en nette baisse, à 43,15% contre 47,17%,, inférieure de dix points à la moyenne nationale (52,50%).
Dans le département du Nord, la liste Bardella progresse en général de près de 8 points, contre 6 en moyenne nationale, à 37,34 contre 29,56%,, notamment dans d'autres villes minières comme Denain, Saint-Amand-les-Eaux ou Anzin.

### Rattachements administratifs et électoraux

#### Rattachements administratifs
La commune se trouve depuis 1824 dans l'arrondissement de Valenciennes du département du Nord.
Elle faisait partie depuis 1793 du canton de Bouchain. Dans le cadre du redécoupage cantonal de 2014 en France, cette circonscription administrative territoriale a disparu, et le canton n'est plus qu'une circonscription électorale.

#### Rattachements électoraux
Pour les élections départementales, la commune est membre depuis 2014 du  canton de Denain
Pour l'élection des députés, elle fait partie de la dix-neuvième circonscription du Nord.

### Intercommunalité
Lourches est membre fondateur  de la communauté d'agglomération de la Porte du Hainaut, un établissement public de coopération intercommunale (EPCI) à fiscalité propre créé initialement en 2001 et auquel la commune avait transféré un certain nombre de ses compétences, dans les conditions déterminées par le code général des collectivités territoriales.

## Équipements et services publics

### Justice, sécurité, secours et défense
La commune relève du tribunal d'instance de Valenciennes, du tribunal de grande instance de Valenciennes, de la cour d'appel de Douai, du tribunal pour enfants de Valenciennes, du conseil de prud'hommes de Valenciennes, du tribunal de commerce de Valenciennes, du tribunal administratif de Lille et de la cour administrative d'appel de Douai.

## Population et société

### Démographie

#### Évolution démographique
L'évolution du nombre d'habitants est connue à travers les recensements de la population effectués dans la commune depuis 1800. Pour les communes de moins de 10 000 habitants, une enquête de recensement portant sur toute la population est réalisée tous les cinq ans, les populations de référence des années intermédiaires étant quant à elles estimées par interpolation ou extrapolation. Pour la commune, le premier recensement exhaustif entrant dans le cadre du nouveau dispositif a été réalisé en 2006.

En 2022, la commune comptait 3 756 habitants, en évolution de −4,72 % par rapport à 2016 (Nord : +0,51 %, France hors Mayotte : +2,11 %).
| 1800 | 1806 | 1821 | 1831 | 1836 | 1841  | 1846  | 1851  | 1856  |
| ---- | ---- | ---- | ---- | ---- | ----- | ----- | ----- | ----- |
| 145  | 163  | 180  | 184  | 739  | 2 816 | 3 036 | 2 798 | 3 370 |

| 1861  | 1866  | 1872  | 1876  | 1881  | 1886  | 1891  | 1896  | 1901  |
| ----- | ----- | ----- | ----- | ----- | ----- | ----- | ----- | ----- |
| 3 352 | 3 658 | 3 573 | 3 965 | 4 025 | 4 342 | 4 707 | 4 863 | 5 366 |

| 1906  | 1911  | 1921  | 1926  | 1931  | 1936  | 1946  | 1954  | 1962  |
| ----- | ----- | ----- | ----- | ----- | ----- | ----- | ----- | ----- |
| 5 443 | 5 646 | 5 101 | 5 615 | 5 804 | 5 991 | 5 834 | 5 994 | 5 743 |

| 1968  | 1975  | 1982  | 1990  | 1999  | 2006  | 2011  | 2016  | 2021  |
| ----- | ----- | ----- | ----- | ----- | ----- | ----- | ----- | ----- |
| 5 595 | 4 666 | 3 742 | 3 644 | 3 781 | 3 908 | 3 886 | 3 942 | 3 814 |

| 2022  | - | - | - | - | - | - | - | - |
| ----- | - | - | - | - | - | - | - | - |
| 3 756 | - | - | - | - | - | - | - | - |

#### Pyramide des âges
La population de la commune est relativement jeune.
En 2018, le taux de personnes d'un âge inférieur à 30 ans s'élève à 46,5 %, soit au-dessus de la moyenne départementale (39,5 %). À l'inverse, le taux de personnes d'âge supérieur à 60 ans est de 18,4 % la même année, alors qu'il est de 22,5 % au niveau départemental.
En 2018, la commune comptait 1 893 hommes pour 2 066 femmes, soit un taux de 52,18 % de femmes, légèrement supérieur au taux départemental (51,77 %).
Les pyramides des âges de la commune et du département s'établissent comme suit.
| Hommes | Classe d’âge | Femmes |
| ------ | ------------ | ------ |
| 0,3    | 90 ou +      | 1,6    |
| 4,7    | 75-89 ans    | 8,0    |
| 10,6   | 60-74 ans    | 11,4   |
| 16,2   | 45-59 ans    | 16,0   |
| 19,4   | 30-44 ans    | 18,8   |
| 19,2   | 15-29 ans    | 19,3   |
| 29,6   | 0-14 ans     | 25,0   |

| Hommes | Classe d’âge | Femmes |
| ------ | ------------ | ------ |
| 0,5    | 90 ou +      | 1,4    |
| 5,3    | 75-89 ans    | 8,1    |
| 14,8   | 60-74 ans    | 16,2   |
| 19,1   | 45-59 ans    | 18,4   |
| 19,5   | 30-44 ans    | 18,7   |
| 20,7   | 15-29 ans    | 19,1   |
| 20,2   | 0-14 ans     | 18     |

## Économie
La ville de Lourches a un long passé minier, à l'instar de Denain ou de Douchy-les-Mines.
De fait, c'est une ville très modeste. Le revenu par habitant est le plus faible de France, à savoir 8765 € par ménage. Le taux de chômage est de 36,6 % selon l'Insee[Quand ?].

## Culture locale et patrimoine

### Lieux et monuments

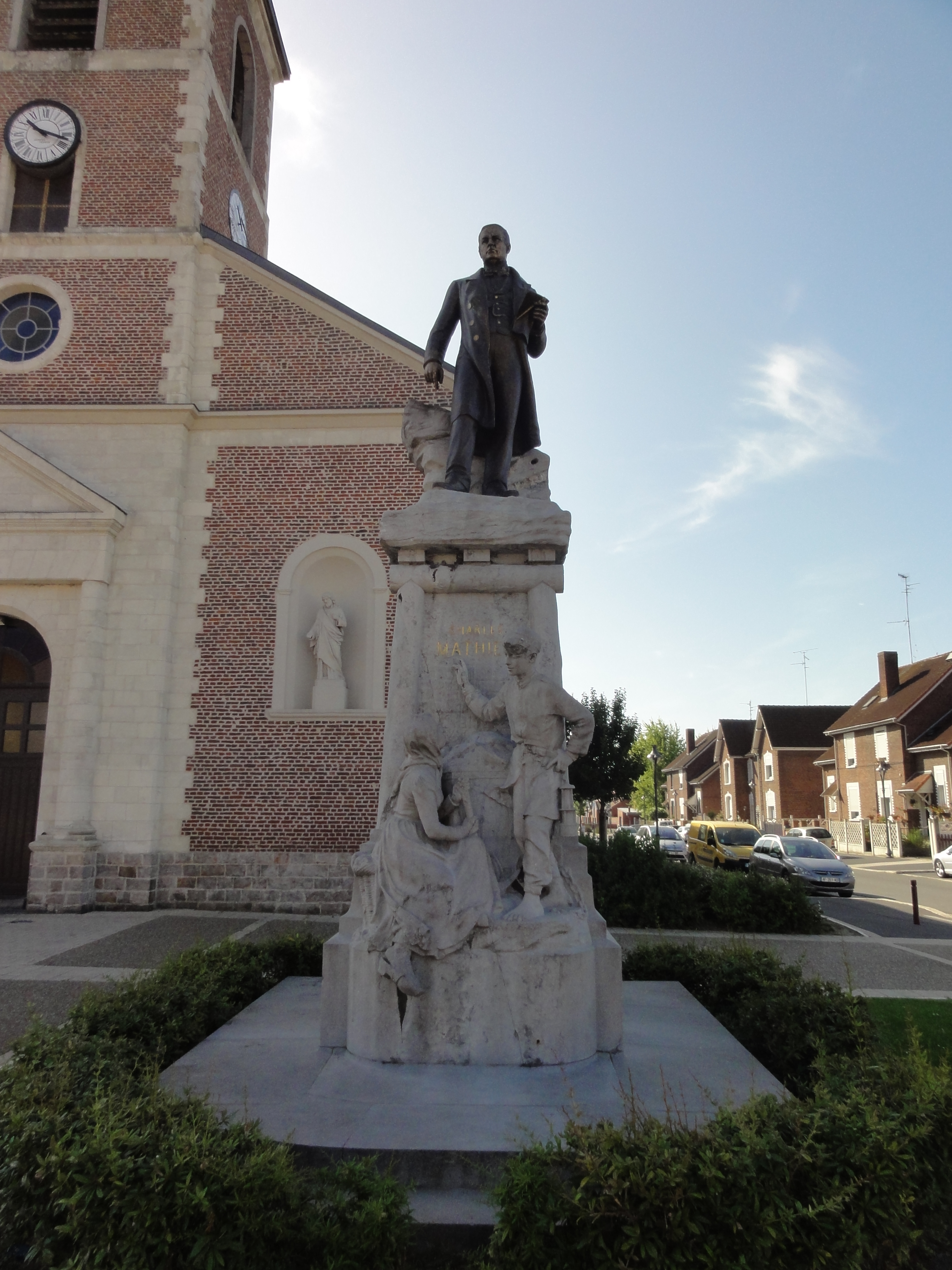
Monument à Charles Mathieu.

La commune compte un monument historique, le monument à Charles Mathieu, en hommage au premier directeur de la Compagnie des mines de Douchy.
On peut également signaler la  fosse Schneider foncée en 1837 sous le nom de Sainte-Barbe, remblayée sous le nom de Schneider en 1957.

### Personnalités liées à la commune
- Arthur Lamendin (1852-1920), syndicaliste et homme politique français, y est né.
- Henri Fiévez (1909-1997), résistant et député du Nord, y est né.
- Bernard Galand, écrivain et philosophe français, y est né en 1945.
- Florian Drouchon[47], youtubeur et auteur du blog beauté et lifestyle Beautés en Herbe.

### Héraldique
| Blason de Lourches | Blason  | D'azur semé de fleurs de lys d'or.               |
| Blason de Lourches | Détails | Le statut officiel du blason reste à déterminer. |

## Pour approfondir